# Кеннеди, Арчибальд, 2-й маркиз Эйлса
Арчибальд Кеннеди, 2-й маркиз Эйлса (англ. Archibald Kennedy, 2th Marquess of Ailsa; 25 августа 1816 — 20 марта 1870) — шотландский пэр.

## Биография
Родился 25 августа 1816 года в замке Данноттар. Старший сын Арчибальда Кеннеди, графа Кассилиса (1794—1832), и Элеонор Эллардайс (ок. 1796—1832), дочери политика Александра Эллардайса (1743—1801). Внук Арчибальда Кеннеди, 1-го маркиза Эйлса (1770—1846), и Маргарет Эрскин (1772—1848).
8 сентября 1846 года после смерти своего деда Арчибальда Кеннеди унаследовал титулы 2-го маркиза Эйлса, 2-го барона Эйлса из Эйлса, 15-го лорда Кеннеди и 13-го графа Кассиллиса .
Арчибальд Кеннеди служил в британской армии в звании лейтенанта 17-го уланского полка (собственного герцога Кембриджского). Будучи ранее заместителем лейтенанта, он был назначен лордом-лейтенантом Айршира в 1861 году, должность, которую он занимал до своей смерти девять лет спустя.
7 марта 1859 года маркиз Эйлса был награждён Орденом Чертополоха.
2-й маркиз Эйлса скончался 20 марта 1870 года в возрасте 53 лет в замке Калейн от травм, полученных на охоте.

## Семья
10 ноября 1846 года в Лондоне Арчибальд Кеннеди женился на Джулии Джефсон (? — 11 января 1899), дочери сэра Ричарда Джефсона, 1-го баронета (1765—1824), и Шарлотты Рочфорт Смит. У супругов было три сына и три дочери:
- Арчибальд Кеннеди, 3-й маркиз Эйлса (1 сентября 1847 — 9 апреля 1938), старший сын и преемник отца
- Леди Джулия Элис Кеннеди (22 ноября 1849 — 22 декабря 1936), в 1869 году она вышла замуж за полковника Роберта Уильяма Уэба Фоллетта (? — 1921).
- Леди Эвелин Энн Кеннеди (24 августа 1851 — 24 июня 1936), с 1885 года замужем за капитаном сэром Артуром Хендерсоном Янгом (? — 1938), 17-м губернатором поселений в Проливе.
- Подполковник лорд Александр Кеннеди (6 октября 1853 — 4 апреля 1912), в 1881 году женился на Беатрис Гордон (? — 1950), дочери Джорджа Томлина Гордона, от брака с которой у него было две дочери.
- Леди Констанс Элеонора Кеннеди (4 октября 1855 — октябрь 1946), с 1891 года замужем за полковником Лайонелом Гримстоном Фоксом (? — 1931)
- Лейтенант лорд Джон Кеннеди (4 апреля 1859 — 18 мая 1895), в 1890 году женился на Аделаиде Мэри Лермонт (? — 1957), дочери Александра Лермонта, члена парламента от Колчестера.